# Луга
Лугата е метален хидроксид, който традиционно се получава чрез излугване на дървесна пепел или силна алкал, която е силно разтворима във вода, произвеждаща разяждащи основни разтвори. Под „луга“ най-често се разбира натриев хидроксид (NaOH), но исторически названието е било използвано и за калиев хидроксид (KOH).
Днес лугата се произвежда в търговската мрежа, като се използва мембранен клетъчен хлоралкалиев процес. Доставя се под различни форми като люспи, пелети, микрочистици, груб прах или разтвор. Лугата е традиционно използвана като основна съставка в производството на сапун.

## Етимология
Английската дума за луга lye е родствена с всички германски езици и първоначално е означавала баня или горещ извор.

## Приложения

### Храни
Лугата се използва за приготвяне/консервиране на много видове храна, включително традиционния скандинавски лутефик (Nordic lutefisk), маслини (което ги прави по-малко горчиви), консервирани мандаринови портокали, качамак, луга ролца, вековни яйца, гевреци, соленки и традиционния турски десерт от тиква Kabak tatlısı (създава твърда кора, докато вътрешността остава мека). Използва се и като агент за омекотяване коричката на изпечени кантонски лунни питки, в zongzi (безглутенови оризови кнедли, увити в бамбукови листа), в дъвчащи южнокитайски юфки, популярни в Хонконг и южен Китай, и в японската ramen юфка. Използват се и в kutsinta, вид оризова торта от Филипините, заедно с pitsi-pitsî. В Асам, североизточна Индия, широко се използва вид луга, наречена khar in Assamese и karwi in Boro, която се получава чрез филтриране на пепелта от различни бананови стъбла, корени и ципа при готвенето им, а също и за втвърдяване, като лекарство и като заместител на сапуна.
В Съединените щати лугата, използвана в хранителната промишленост, трябва да отговаря на изискванията, описани в Кодекса на хранителните химикали (FCC), както е предписано от Американската администрация по храните и лекарствата (FDA). Лугата, която не отговаря на изискванията за използване в хранителната промишленост, обикновено се използва в препратите за отпушване на канали и в други почистващи препарати, предназначени за отстраняването на мазнини и мастни натрупвания.

### Сапун
При направата на сапун се използва луга под формата на натриев хидроксид или калиев хидроксид. Сапуните с калиев хидроксид са по-меки и по-лесно се разтварят във вода, докато сапуните с натриев хидроксид са по-твърди. Натриевият хидроксид и калиев хидроксид не са взаимозаменяеми нито в необходимите пропорции, нито в свойствата, получени при правенето на сапуни.
Приготвянето на сапун чрез „горещ процес“ също използва луга като основна съставка. Лугата се добавя към вода, охлажда се за няколко минути и след това се добавя към масла, вкл. етерични. След това сместа се вари за период от 1 – 2 часа, обикновено на бавен огън, а след това се поставя във форма. Този метод е много по-бърз от студения процес, тъй като не отнема няколко седмици.
През XVII в. руските царе имат във всеки дворец бани, наречени „миялни“. В тях се използвала за миене на тялото обикновената луга – т.нар. пепелява вода, която представлява калиева основа, получена чрез прецеждане.

### Домакинство
Лугата се цени и заради почистващите ѝ ефекти. Натриевият хидроксид обикновено е основната съставка в търговските и промишлените почистващи препарати за пещи и запушените отводнители, поради способностите си да разтваря на мазнини. Лугата разгражда грес чрез хидролиза на алкален естер, като се получават водоразтворими остатъци, които лесно се отстраняват чрез изплакване.

### Разграждане на тъканите
Натриев или калиев хидроксид може да се използва за разтварянето на тъкани от животински трупове. Често наричан алкална хидролиза, процесът включва поставяне на трупа или тялото в запечатана камера, добавяне на смес от луга и вода и прилагане на топлина за ускоряване на процеса. След няколко часа камерата ще съдържа кафеникава течност, и единствените твърди частици, които остават, са много крехки костни корпуси от предимно калциев фосфат, които могат да бъдат механично стрити до фин прах с много малка сила. Натриевият хидроксид често се използва в процеса на разлагане на отпадъци, изхвърлени в сметищата от изпълнители за обезвреждане на животни и странични животински продукти. Поради ниската си цена и наличност, той е бил използван и за унищожаване на трупове от престъпници. Италианската серийна убийца Леонарда Чанчули използва този химикал, за да се отърве от труповете на жертвите, превръщайки ги в сапун. В Мексико мъж, който е работил за наркокартели, е признал, че е унищожил над 300 тела чрез използване на сода каустик.

### Идентификация на гъби
3 – 10% разтвор на калиев хидроксид (KOH) води до промяна на цвета на някои видове гъби:
- при излагане на калиев хидроксид някои видове печурки (Agaricus) пожълтяват (напр. карболовата печурка; A. xanthodermus), а A. subrutilescens става зелена.
- отличителна промяна настъпва при някои видове скрежовка (Cortinarius) и манатарки (boletes)